# Estrela do Norte FC
Az Estrela do Norte Futebol Clube, vagy Estrela do Norte, labdarúgócsapatát 1916-ban alapították a brazíliai Cachoeiro do Itapemirim városában. Espírito Santo állam Capixaba bajnokságában szerepel.

## Sikerlista

### Állami
- 1-szeres Capixaba bajnok: 2014

## Játékoskeret
2015-től
| # |     | Poszt | Név              |
| - | --- | ----- | ---------------- |
|   | BRA | K     | Wágner           |
|   | BRA | V     | Carlos Alberto   |
|   | BRA | V     | Adriano          |
|   | BRA | V     | Alex Xavier      |
|   | BRA | V     | Cléber Lima      |
|   | BRA | V     | David            |
|   | BRA | KP    | Fernando Moreira |
|   | BRA | KP    | Jair             |
|   | BRA | KP    | Bruno            |
|   | BRA | KP    | Fábio            |
|   | BRA | KP    | Renan            |
|   | BRA | KP    | Renan Grivolli   |
|   | BRA | CS    | Geraldo          |
|   | BRA | CS    | Lico             |
|   | BRA | CS    | Paulo Matos      |